# Гуеньєс
Гуеньєс (ісп. Güeñes (офіційна назва), баск. Gueñes) — муніципалітет в Іспанії, у складі автономної спільноти Країна Басків, у провінції Біская. Населення — 6349 осіб (2009).
Муніципалітет розташований на відстані близько 320 км на північ від Мадрида, 14 км на захід від Більбао.
На території муніципалітету розташовані такі населені пункти: (дані про населення за 2009 рік)
- Гуеньєс: 1597 осіб
- Ла-Кадра: 285 осіб
- Содупе: 4025 осіб
- Сарамільйо: 442 особи

## Демографія
Динаміка населення (INE ):

## Галерея зображень

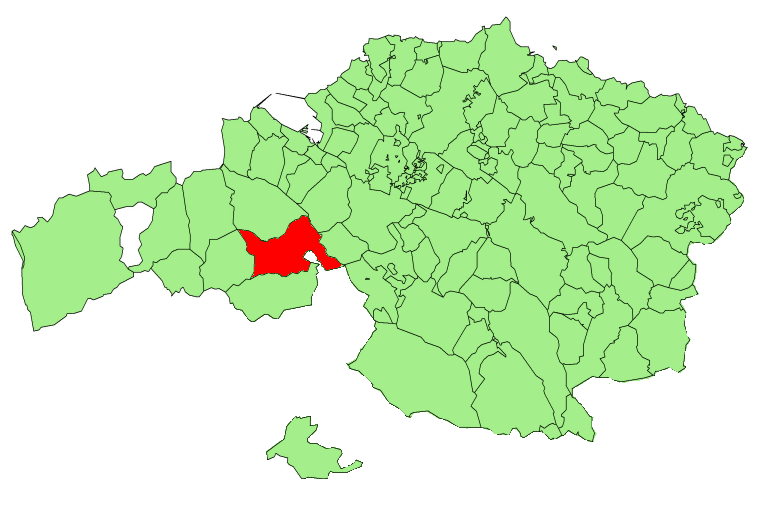
Розташування муніципалітету
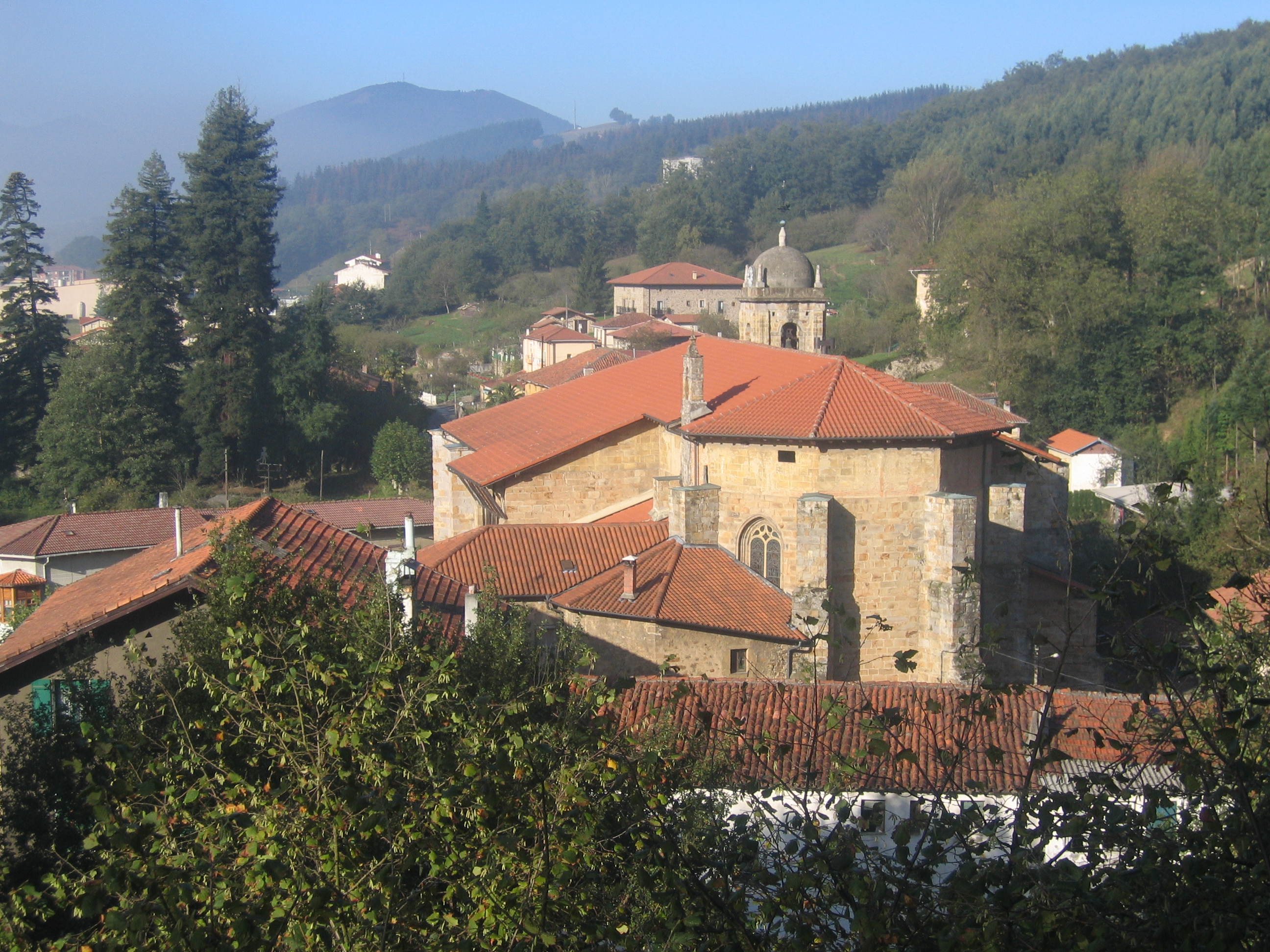
Церква Санта-Марія-де-Гуеньєс